# Isachne elegans
Isachne elegans là một loài thực vật có hoa trong họ Hòa thảo. Loài này được Dalzell mô tả khoa học đầu tiên năm 1861.